# Klyftamon
Klyftamon är ett naturreservat i Skövde och Götene kommuner i Västergötland.
Området är skyddat sedan 2002 och omfattar 413 hektar. Reservatet är beläget mellan Götene och Skövde, nordväst om Billingen. Det består av myrmark och orörd skog. En liten del i norr har tidigare varit domänreservat Koflyhall.

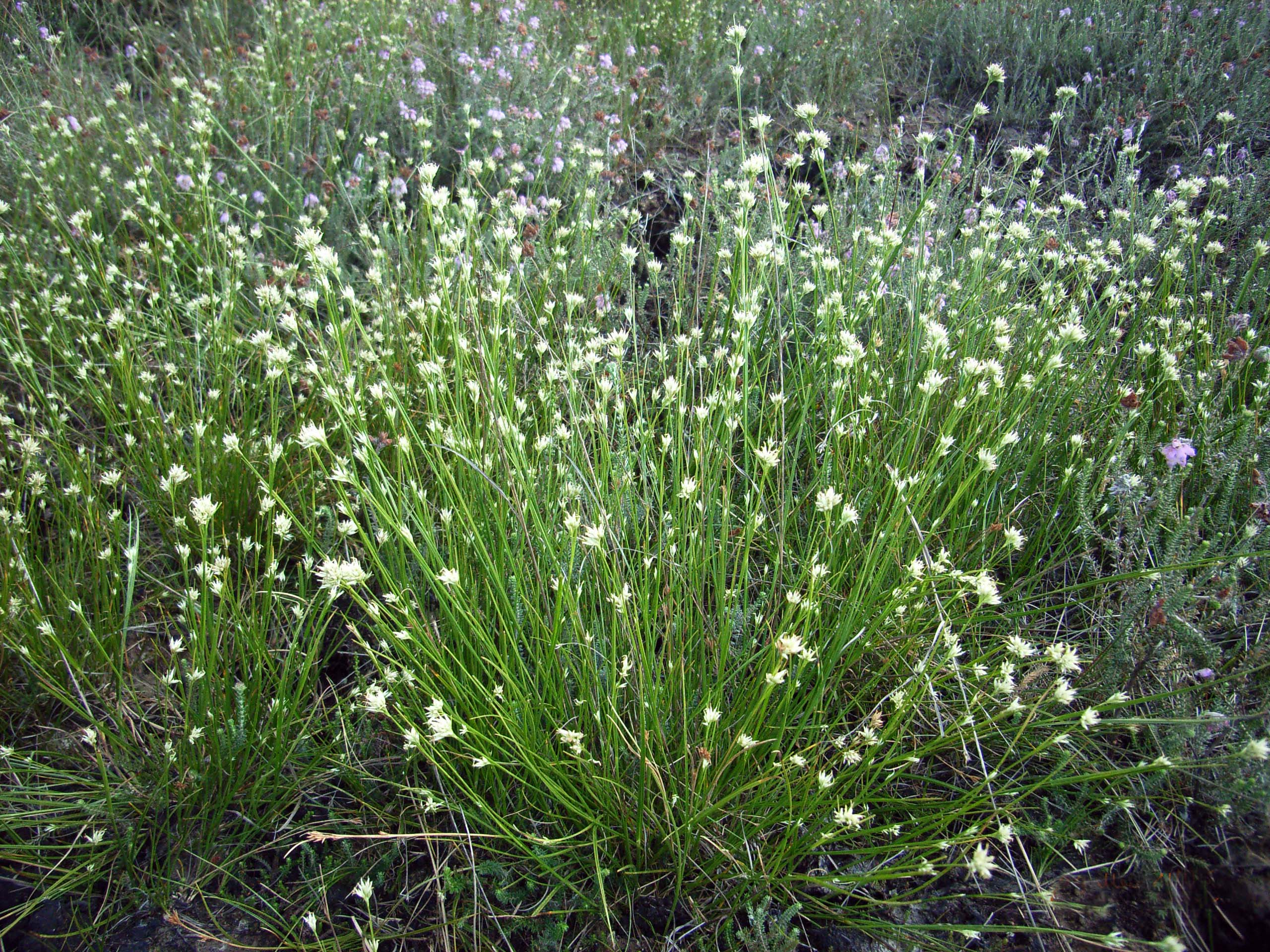
Vitag

Det är ett område med barrskog och opåverkade myrar. De har tillsammans bildat en skog-myr-mosaik. Området är flackt och höjer sig 30-50 meter över omgivande landskap och är i det närmaste väglöst land. Där finns gott om död ved av framförallt björk och asp. En del tallar är ända upp till 170-200 år gamla i det gamla domänreservatet i norr. På myrarna växer hjortron. Fågellivet karakteriseras av en typisk tallskogsfauna med dubbeltrast, rödstjärt, talltita, tofsmes, pärluggla och sparvuggla. 
I Klyftamon finns stora områden med magra hällmarkstallskogar. Vid Baltiska issjöns tappning bröt enorma vattenmassor förbi Nordbillingen och flöt ut över Klyftamon. Kvar ligger kalspolade hällar och väldiga områden med rullstensblock. 
Stora Gåsemossen är den största orörda mossen i Klyftamon. Där växer lågvuxna tallar. I den östra delen sluttar kärret och där växer dytåg, snip, ärtstarr och vitag.
Klyftamons naturreservat ingår i EU:s nätverk av skyddade områden, Natura 2000.